# Thông rụng lá
Thông rụng lá là những cây có quả hình nón trong chi Larix, thuộc họ Thông. Cao từ 20 – 45 m, chúng là cây bản địa tại nhiều nơi thuộc vùng ôn đới của bán cầu bắc, tại các vùng đất thấp ở phương bắc và trên các vùng núi cao ở phương nam. Thông rụng lá là một trong những loài cây mọc nhiều trong những cánh rừng taiga mênh mông ở Nga và Canada.